# Adrien Petit
Adrien Petit (født 26. september 1990 i Arras) er en cykelrytter fra Frankrig, der er på kontrakt hos Intermarché-Wanty.